# 1. Fußball-Club Kaiserslautern 1997-1998
Questa voce raccoglie le informazioni riguardanti il 1. Fußball-Club Kaiserslautern nelle competizioni ufficiali della stagione 1997-1998.

## Stagione
Nella stagione 1997-1998 il Kaiserslautern, allenato da Otto Rehhagel, concluse il campionato di Bundesliga al 1º posto. In Coppa di Germania il Kaiserslautern fu eliminato agli ottavi di finale dal Bayern Monaco.

## Rosa
| N. |                      | Ruolo | Calciatore      |
| -- | -------------------- | ----- | --------------- |
| 1  | Germania (bandiera)  | P     | Andreas Reinke  |
| 3  | Germania (bandiera)  | C     | Michael Ballack |
| 4  | Germania (bandiera)  | D     | Axel Roos       |
| 5  | Rep. Ceca (bandiera) | D     | Miroslav Kadlec |
| 6  | Germania (bandiera)  | D     | Andreas Brehme  |
| 7  | Bulgaria (bandiera)  | C     | Marian Hristov  |
| 8  | Germania (bandiera)  | C     | Martin Wagner   |
| 9  | Rep. Ceca (bandiera) | A     | Pavel Kuka      |
| 10 | Svizzera (bandiera)  | C     | Ciriaco Sforza  |
| 11 | Germania (bandiera)  | A     | Olaf Marschall  |
| 12 | Germania (bandiera)  | C     | Stefan Ertl     |
| 13 | Germania (bandiera)  | D     | Roger Lutz      |
| 15 | Ungheria (bandiera)  | D     | János Hrutka    |

| N. |                      | Ruolo | Calciatore         |
| -- | -------------------- | ----- | ------------------ |
| 16 | Danimarca (bandiera) | D     | Michael Schjønberg |
| 17 | Brasile (bandiera)   | C     | Ratinho            |
| 18 | Germania (bandiera)  | A     | Jürgen Rische      |
| 19 | Germania (bandiera)  | D     | Oliver Schäfer     |
| 21 | Rep. Ceca (bandiera) | P     | Petr Kouba         |
| 22 | Germania (bandiera)  | C     | Andreas Buck       |
| 23 | Germania (bandiera)  | C     | Thomas Riedl       |
| 24 | Germania (bandiera)  | D     | Harry Koch         |
| 25 | Ungheria (bandiera)  | P     | Lajos Szűcs        |
| 26 | Nigeria (bandiera)   | C     | Pascal Ojigwe      |
| 27 | Germania (bandiera)  | A     | Marco Reich        |
| 28 | Brasile (bandiera)   | C     | Junior             |
| 30 | Germania (bandiera)  | C     | Thomas Franck      |

## Organigramma societario
Area tecnica
- Allenatore: Otto Rehhagel
- Allenatore in seconda: Reinhard Stumpf
- Preparatore dei portieri: Gerald Ehrmann
- Preparatori atletici:

## Calciomercato

### Sessione estiva
| Acquisti | Acquisti        | Acquisti            | Acquisti |
| R.       | Nome            | da                  | Modalità |
| -------- | --------------- | ------------------- | -------- |
| C        | Michael Ballack | Chemnitz            |          |
| C        | Andreas Buck    | Stoccarda           |          |
| C        | Marian Hristov  | Levski Sofia        |          |
| C        | Junior          | Eendracht Aalst     |          |
| P        | Petr Kouba      | Deportivo La Coruña |          |
| C        | Ciriaco Sforza  | Inter               |          |

| Cessioni | Cessioni        | Cessioni          | Cessioni |
| R.       | Nome            | a                 | Modalità |
| -------- | --------------- | ----------------- | -------- |
| C        | Frank Greiner   | Wolfsburg         |          |
| P        | Gerald Ehrmann  | Kaiserslautern II |          |
| C        | Cem Karaca      | St. Pauli         |          |
| C        | Matthias Keller | Meppen            |          |
| A        | Marco Reich     | Kaiserslautern II |          |
| A        | Wynton Rufer    | Central Utd       |          |
| C        | Uwe Wegmann     | Lugano            |          |

### Sessione invernale
| Acquisti | Acquisti                      | Acquisti    | Acquisti |
| R.       | Nome                          | da          | Modalità |
| -------- | ----------------------------- | ----------- | -------- |
| D        | János Hrutka                  | Ferencváros |          |
| P        | Lajos Szűcs (calciatore 1973) | Újpest      |          |

| Cessioni | Cessioni | Cessioni | Cessioni |
| R.       | Nome     | a        | Modalità |
| -------- | -------- | -------- | -------- |

## Risultati

### Bundesliga

#### Girone di andata
| Arbitro: | Fröhlich |

|  |           |                |
|  | Marcatori | 80’ Schjønberg |

| Arbitro: | Jansen |

|               |           |  |
| Marschall 75’ | Marcatori |  |

| Colonia 9 agosto 1997, ore 15:30 CEST 3ª giornata | Colonia  | 0 – 0 referto | Kaiserslautern | Müngersdorfer Stadion (31 000 spett.)\| Arbitro: \| Buchhart \| |
| Arbitro:                                          | Buchhart |               |                |                                                                 |

| Arbitro: | Albrecht |

|                               |           |  |
| Marschall 32’, 63’ Sforza 40’ | Marcatori |  |

| Arbitro: | Stark |

|                      |           |                             |
| Stickroth 68’ (rig.) | Marcatori | 19’, 90’ Kuka 72’ Marschall |

| Arbitro: | Aust |

|                                     |           |                                       |
| Marschall 20’, 58’, 80’ Ratinho 55’ | Marcatori | 14’ Bobic 36’ Akpoborie 90’ Răducioiu |

| Arbitro: | Krug |

|                       |           |                                                  |
| Häßler 50’ Keller 57’ | Marcatori | 17’ Ratinho 23’ (rig.) Wagner 52’ Kuka 90’ Reich |

| Arbitro: | Zerr |

|              |           |                               |
| Marschall 6’ | Marcatori | 56’ Labbadia 85’ Flo 89’ Frey |

| Arbitro: | Strampe |

|             |           |                               |
| Winkler 14’ | Marcatori | 22’, 84’ Marschall 34’ Sforza |

| Arbitro: | Wagner |

|                            |           |           |
| Rische 18’, 66’ Kadlec 32’ | Marcatori | 38’ Kuntz |

| Arbitro: | Albrecht |

|           |           |            |
| Happe 72’ | Marcatori | 86’ Rische |

| Arbitro: | Fröhlich |

|               |           |  |
| Marschall 21’ | Marcatori |  |

| Arbitro: | Heynemann |

|                        |           |                    |
| Freund 1’ Heinrich 30’ | Marcatori | 41’, 76’ Marschall |

| Arbitro: | Dardenne |

|                                          |           |                                   |
| Sforza 2’ Rische 38’, 83’ Schjønberg 47’ | Marcatori | 8’ Barbarez 18’ Dowe 67’ Neuville |

| Arbitro: | Stark |

|               |           |                              |
| Andersson 65’ | Marcatori | 29’ Buck 49’ Kuka 76’ Rische |

| Arbitro: | Krug |

|                             |           |            |
| Spies 25’ Keller 81’ (rig.) | Marcatori | 65’ Wagner |

| Arbitro: | Buchhart |

|                         |           |                  |
| Ratinho 75’ Hristov 90’ | Marcatori | 58’ Salihamidžić |

#### Girone di ritorno
| Arbitro: | Fröhlich |

|                               |           |  |
| Hamann 44’ (aut.) Hristov 85’ | Marcatori |  |

| Arbitro: | Weber |

|                    |           |  |
| Karl 2’ Preetz 72’ | Marcatori |  |

| Arbitro: | Heynemann |

|                                      |           |                          |
| Hristov 24’ Riedl 59’ Schjønberg 82’ | Marcatori | 45’ Munteanu 75’ Polster |

| Arbitro: | Buchhart |

|                   |           |            |
| van Hoogdalem 58’ | Marcatori | 9’ Hristov |

| Arbitro: | Kemmling |

|                            |           |  |
| Wagner 32’ Rische 45’, 82’ | Marcatori |  |

| Arbitro: | Albrecht |

|  |           |             |
|  | Marcatori | 81’ Hristov |

| Kaiserslautern 27 febbraio 1998, ore 20:00 CET 24ª giornata | Kaiserslautern | 0 – 0 referto | Karlsruhe | Fritz-Walter-Stadion (38 000 spett.)\| Arbitro: \| Dardenne \| |
| Arbitro:                                                    | Dardenne       |               |           |                                                                |

| Arbitro: | Weber |

|                   |           |                       |
| Pfeifenberger 14’ | Marcatori | 35’ (rig.) Schjønberg |

| Arbitro: | Strampe |

|             |           |  |
| Ratinho 45’ | Marcatori |  |

| Arbitro: | Strampe |

|               |           |                          |
| Daei 35’, 64’ | Marcatori | 24’ Marschall 87’ Rische |

| Arbitro: | Zerr |

|  |           |                                   |
|  | Marcatori | 61’ Beinlich 78’ Rink 90’ Kirsten |

| Arbitro: | Koop |

|           |           |               |
| Hajto 65’ | Marcatori | 40’ Marschall |

| Arbitro: | Stark |

|          |           |            |
| Kuka 80’ | Marcatori | 69’ Freund |

| Arbitro: | Aust |

|                      |           |                                |
| Barbarez 1’ Dowe 46’ | Marcatori | 20’ Rische 69’ (aut.) Gansauge |

| Arbitro: | Heynemann |

|                         |           |                               |
| Marschall 45’, 61’, 90’ | Marcatori | 16’ Hausweiler 43’ Pettersson |

| Arbitro: | Jansen |

|                                          |           |  |
| Marschall 24’, 55’ Wagner 52’ Rische 88’ | Marcatori |  |

| Arbitro: | Krug |

|               |           |                      |
| Dembiński 50’ | Marcatori | 88’ (rig.) Marschall |

### Coppa di Germania
| Arbitro: | Kammerer |

|  |           |                                                    |
|  | Marcatori | 17’ Marschall 31’ Rische 73’, 81’ Kuka 78’ Ratinho |

| Arbitro: | Weber |

|  |           |                                                       |
|  | Marcatori | 2’ Marschall 7’ (aut.) Trautmann 52’ Reich 61’ Rische |

| Arbitro: | Jansen |

|            |           |                          |
| Sforza 25’ | Marcatori | 3’ Nerlinger 75’ Jancker |

## Statistiche

### Statistiche di squadra
| Competizione      | Punti | In casa | In casa | In casa | In casa | In casa | In casa | In trasferta | In trasferta | In trasferta | In trasferta | In trasferta | In trasferta | Totale | Totale | Totale | Totale | Totale | Totale | DR  |
| Competizione      | Punti | G       | V       | N       | P       | Gf      | Gs      | G            | V            | N            | P            | Gf           | Gs           | G      | V      | N      | P      | Gf     | Gs     | DR  |
| ----------------- | ----- | ------- | ------- | ------- | ------- | ------- | ------- | ------------ | ------------ | ------------ | ------------ | ------------ | ------------ | ------ | ------ | ------ | ------ | ------ | ------ | --- |
| Bundesliga        | 68    | 17      | 13      | 2       | 2       | 36      | 19      | 17           | 6            | 9            | 2            | 27           | 20           | 34     | 19     | 11     | 4      | 63     | 39     | +24 |
| Coppa di Germania | -     | 1       | 0       | 0       | 1       | 1       | 2       | 2            | 2            | 0            | 0            | 9            | 0            | 3      | 2      | 0      | 1      | 10     | 2      | +8  |
| Totale            | 68    | 18      | 13      | 2       | 3       | 37      | 21      | 19           | 8            | 9            | 2            | 36           | 20           | 37     | 21     | 11     | 5      | 73     | 41     | +32 |

### Andamento in campionato
| Giornata  | 1 | 2 | 3 | 4 | 5 | 6 | 7 | 8 | 9 | 10 | 11 | 12 | 13 | 14 | 15 | 16 | 17 | 18 | 19 | 20 | 21 | 22 | 23 | 24 | 25 | 26 | 27 | 28 | 29 | 30 | 31 | 32 | 33 | 34 |
| --------- | - | - | - | - | - | - | - | - | - | -- | -- | -- | -- | -- | -- | -- | -- | -- | -- | -- | -- | -- | -- | -- | -- | -- | -- | -- | -- | -- | -- | -- | -- | -- |
| Luogo     | T | C | T | C | T | C | T | C | T | C  | T  | C  | T  | C  | T  | T  | C  | C  | T  | C  | T  | C  | T  | C  | T  | C  | T  | C  | T  | C  | T  | C  | C  | T  |
| Risultato | V | V | N | V | V | V | V | P | V | V  | N  | V  | N  | V  | V  | P  | V  | V  | P  | V  | N  | V  | V  | N  | N  | V  | N  | P  | N  | N  | N  | V  | V  | N  |
| Posizione | 4 | 1 | 2 | 1 | 1 | 1 | 1 | 1 | 1 | 1  | 1  | 1  | 1  | 1  | 1  | 1  | 1  | 1  | 1  | 1  | 1  | 1  | 1  | 1  | 1  | 1  | 1  | 1  | 1  | 1  | 1  | 1  | 1  | 1  |

Legenda:

Luogo: C = Casa; T = Trasferta. Risultato: V = Vittoria; N = Pareggio; P = Sconfitta.

### Statistiche dei giocatori
| Giocatore     | Bundesliga | Bundesliga | Bundesliga  | Bundesliga | Coppa di Germania | Coppa di Germania | Coppa di Germania | Coppa di Germania | Totale   | Totale | Totale      | Totale     |
| Giocatore     | Presenze   | Reti       | Ammonizioni | Espulsioni | Presenze          | Reti              | Ammonizioni       | Espulsioni        | Presenze | Reti   | Ammonizioni | Espulsioni |
| ------------- | ---------- | ---------- | ----------- | ---------- | ----------------- | ----------------- | ----------------- | ----------------- | -------- | ------ | ----------- | ---------- |
| A. Brehme     | 5          | 0          | 1           | 0          | 1                 | 0                 | 0                 | 0                 | 6        | 0      | 1           | 0          |
| A. Buck       | 31         | 1          | 6           | 0          | 3                 | 0                 | 0                 | 0                 | 34       | 1      | 6           | 0          |
| S. Ertl       | 5          | 0          | 0           | 0          | 1                 | 0                 | 0                 | 0                 | 6        | 0      | 0           | 0          |
| T. Franck     | 0          | 0          | 0           | 0          | 0                 | 0                 | 0                 | 0                 | 0        | 0      | 0           | 0          |
| F. Greiner    | 1          | 0          | 0           | 0          | 0                 | 0                 | 0                 | 0                 | 1        | 0      | 0           | 0          |
| M. Hristov    | 22         | 5          | 2           | 0          | 1                 | 0                 | 0                 | 0                 | 23       | 5      | 2           | 0          |
| J. Hrutka     | 3          | 0          | 0           | 0          | 0                 | 0                 | 0                 | 0                 | 3        | 0      | 0           | 0          |
| J. Junior     | 0          | 0          | 0           | 0          | 0                 | 0                 | 0                 | 0                 | 0        | 0      | 0           | 0          |
| M. Kadlec     | 32         | 1          | 4           | 0          | 3                 | 0                 | 0                 | 0                 | 35       | 1      | 4           | 0          |
| H. Koch       | 31         | 0          | 2           | 0          | 2                 | 0                 | 1                 | 0                 | 33       | 0      | 3           | 0          |
| P. Kouba      | 0          | 0          | 0           | 0          | 0                 | 0                 | 0                 | 0                 | 0        | 0      | 0           | 0          |
| P. Kuka       | 22         | 5          | 0           | 0          | 2                 | 2                 | 1                 | 0                 | 24       | 7      | 1           | 0          |
| R. Lutz       | 6          | 0          | 2           | 0          | 1                 | 0                 | 1                 | 0                 | 7        | 0      | 3           | 0          |
| O. Marschall  | 24         | 21         | 4           | 0          | 2                 | 2                 | 0                 | 0                 | 26       | 23     | 4           | 0          |
| P. Ojigwe     | 1          | 0          | 0           | 0          | 1                 | 0                 | 0                 | 0                 | 2        | 0      | 0           | 0          |
| R. Ratinho    | 26         | 4          | 0           | 0          | 3                 | 1                 | 0                 | 0                 | 29       | 5      | 0           | 0          |
| M. Reich      | 31         | 1          | 2           | 0          | 3                 | 1                 | 0                 | 0                 | 34       | 2      | 2           | 0          |
| A. Reinke     | 31         | 0          | 1           | 0          | 3                 | 0                 | 0                 | 0                 | 34       | 0      | 1           | 0          |
| T. Riedl      | 6          | 1          | 0           | 0          | 1                 | 0                 | 0                 | 0                 | 7        | 1      | 0           | 0          |
| J. Rische     | 27         | 11         | 1           | 0          | 3                 | 2                 | 0                 | 0                 | 30       | 13     | 1           | 0          |
| A. Roos       | 31         | 0          | 3           | 0          | 2                 | 0                 | 0                 | 0                 | 33       | 0      | 3           | 0          |
| M. Schjønberg | 32         | 4          | 5           | 0          | 2                 | 0                 | 0                 | 0                 | 34       | 4      | 5           | 0          |
| O. Schäfer    | 10         | 0          | 0           | 0          | 2                 | 0                 | 0                 | 0                 | 12       | 0      | 0           | 0          |
| C. Sforza     | 32         | 3          | 7           | 0          | 2                 | 1                 | 0                 | 0                 | 34       | 4      | 7           | 0          |
| L. Szűcs      | 3          | 0          | 0           | 0          | 0                 | 0                 | 0                 | 0                 | 3        | 0      | 0           | 0          |
| M. Wagner     | 30         | 4          | 7           | 0          | 1                 | 0                 | 0                 | 0                 | 31       | 4      | 7           | 0          |